# Septimus Piesse
George William Septimus Piesse (* 30. Mai 1820, wahrscheinlich in Portland; † 23. Oktober 1882 in Chiswick) war ein bekannter englischer Chemiker und Parfümeur. Er experimentierte als einer der ersten mit der Mischung von natürlichen und synthetischen Düften.
Seine Familie stammte ursprünglich aus Italien, war im 17. Jahrhundert nach Frankreich ausgewandert und zog dann wegen religiöser Verfolgung ab 1685 (siehe Edikt von Fontainebleau) weiter nach England.
Seine Eltern Charles Alexander James Piesse und Harriet Ann Nicholson wohnten in Portland und gehörten der Mittelklasse an. Wie schon sein Vorname Septimus, der Siebte, besagt, war er das siebte von insgesamt acht Kindern.
Piesse definierte eine Nomenklatur für Parfüme, deren Bezeichnungen Kopfnote, Herznote und Basisnote auch heute noch verwendet werden. Außerdem erfand er das Odaphon, eine Skala zur Einteilung von Düften, ähnlich einer Tonleiter, und zur harmonischen Mischung von Düften – das sich jedoch nicht durchsetzte.
Als erster beschrieb er, u. a. anhand des Guajazulens, die blaue Farbe der Azulene und gab ihnen ihren Namen.
Ab 1855 war er Teilhaber der Firma Piesse & Lubin in London. Zwei intakte Flacons des bekanntesten Parfüms Bouquet Opoponax dieser Firma wurden 2011 im Wrack der Mary Celestia gefunden, die 1864 vor Bermuda gesunken war.

## Werke
Chemie:
- The Art of Perfumery. London 1857.
- Chymical, Natural and Physical Magic. Intended For The Instruction And Entertainment Of Juveniles. 1858.
- The Art of Perfumery, and Methods of Obtaining the Odors of Plants. London 1862 (online [abgerufen am 2. März 2015]).
- On the Colouring Principle of Volatile Oils. In: Chemical News. Nr. 8, 1863, S. 245 (online [abgerufen am 2. März 2015]).

Mummenschanz:
- The Mummers. In: Notes & Queries. Band 2, Nr. X, 15. Dezember 1860, S. 466–467 (online [abgerufen am 2. März 2015]).